# Vương Thị Ngọc Lan
Vương Thị Ngọc Lan (sinh năm 1971) là Bác sĩ y khoa, Phó Giáo sư-Tiến sĩ y học và là chuyên gia trong lĩnh vực thụ tinh trong ống nghiệm . Giúp cho ra đời hơn 10.000 đứa trẻ bằng phương pháp thụ tinh ống nghiệm . Năm 1998 được sự vinh danh tại giải thưởng Kovalevskaya vì công trình thụ tinh trong ống nghiệm đầu tiên tại Việt Nam .
Là Phó Hiệu Trưởng Đại Học Y Dược TPHCM, Trưởng Khoa Y, kiêm Trưởng Bộ môn Phụ Sản - Đại Học Y Dược TP. HCM.

## Xuất thân
Là con gái của Giáo sư-Bác sĩ Nguyễn Thị Ngọc Phượng, nguyên Giám đốc BV Từ Dũ, người có đóng góp đối với sự cải thiện tình trạng sức khỏe sinh sản cho người phụ nữ Việt Nam .
Chồng là Thạc sĩ-Bác sĩ Hồ Mạnh Tường là tổng thư ký Hội Nội tiết Sinh sản và Vô sinh TP.HCM (HOSREM), nguyên là Trưởng khoa Hiếm muộn BV Từ Dũ và đồng thời là Bác sĩ trong lĩnh vực thụ tinh ống nghiệm.

## Quá trình nghiên cứu và đóng góp
Học Bác sĩ đa khoa khóa năm 1990 tại Trung tâm Đào tạo và bồi dưỡng cán bộ y tế TP.HCM (sau là trường Đại học Y khoa Phạm Ngọc Thạch).
Học Thạc sĩ y học chuyên ngành Phôi học lâm sàng tại Đại học Quốc gia Singapore.
Bảo vệ thành công luận án Tiến sĩ y học chuyên ngành Sản phụ khoa tại Đại học Y dược Thành phố Hồ Chí Minh năm 2017.
Hiện tại đang là Trưởng khoa Y trường Đại học Y Dược Thành phố Hồ Chí Minh.
Cùng chồng là người đã giúp Việt Nam thực hiện thành công kỹ thuật thụ tinh trong ống nghiệm vào năm 1998. Em bé sinh ra ai đó đặt tên ghép từ vợ chồng Lan vì sự đóng góp này nên Lan đã được sự vinh danh tại giải thưởng Kovalevskaya .
Hỗ trợ phát triển kỹ thuật thụ tinh ống nghiệm và giúp xây dựng các trung tâm thụ tinh trong ống nghiệm: IVF Từ Dũ, IVF An Sinh, IVF Vạn Hạnh, IVF Mỹ Đức, IVF Huế, IVF Cần Thơ,..... Nhờ việc phổ biến và phát triển phương pháp này mà có gần 10.000 trẻ được ra đời giúp cải thiện tình trạng hiếm muộn và vô sinh cho người Việt Nam.
Cùng chồng là người đã xây dựng chương trình "Ươm mầm hạnh phúc" giúp điều trị miễn phí cho các trường hợp hiếm muộn với kinh tế "khó khăn".